# 앤서니 메이웨더

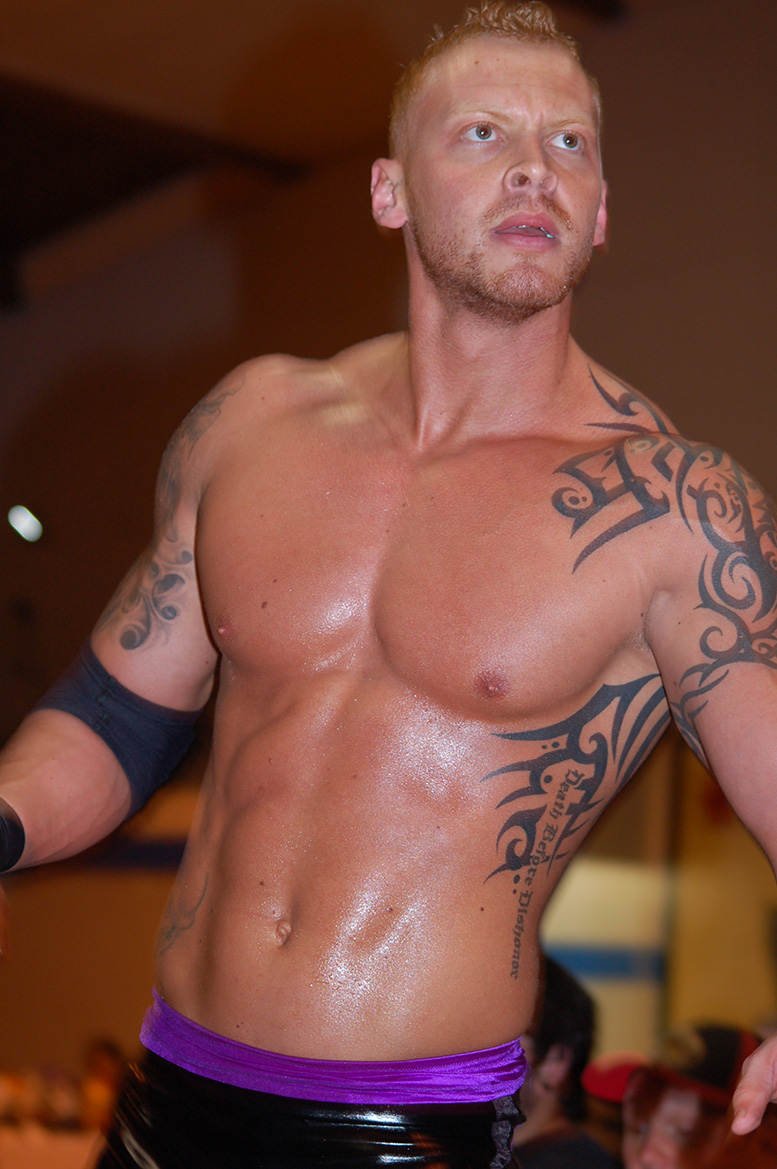
토미 머서

토미 머서(Tommy Mercer, 1985년 2월 21일 ~ )는 미국의 프로레슬링선수로 크림슨(Crimson)이라는 링네임으로도 잘 알려져 있다. 키는 197cm 몸무게는 114kg이다.